# Fantômas (serial cinematografico 1920)
Fantômas è un serial muto del 1920 diretto da Edward Sedgwick. La pellicola è andata presumibilmente perduta.
Il personaggio di Fantômas, protagonista dei romanzi di Marcel Allain e Pierre Souvestre, era diventato popolarissimo in Francia: interpretato da René Navarre, fu portato per la prima volta sullo schermo da Louis Feuillade che diresse una serie di film a episodi prodotti dalla Gaumont. I cinque serial, per un totale di ventuno episodi, uscirono in sala nel 1913 e nel 1914.

## Trama
Fantômas, il genio del male, si offre di abbandonare la vita di fuorilegge se le istituzioni gli condoneranno i suoi atti criminosi. Al rifiuto delle autorità di scendere a patti con lui, cercherà una vendetta terribile.

## Produzione
Il film fu prodotto dalla Fox Film Corporation.

## Distribuzione
Il serial in venti episodi uscì negli Stati Uniti nel 1920-1921, interpretato da Edward Roseman. Distribuito dalla Fox Film Corporation, On the Stroke of 9, il primo episodio del serial uscì nelle sale cinematografiche statunitensi il 19 dicembre 1920 seguito, a scadenza settimanale, da tutti gli altri episodi fino all'ultimo, che uscì il 1º maggio 1921.
Il serial venne distribuito, tra altri paesi, anche in Francia (30 settembre 1921) e in Portogallo (7 maggio 1923).
Non si conoscono copie ancora esistenti della pellicola che viene considerata presumibilmente perduta.